# 風野真知雄
風野 真知雄（かぜの まちお、1951年 - ）は、日本の小説家。福島県須賀川市生まれ。本名は朝倉秀雄。

## 来歴
福島県立福島高等学校を経て、立教大学法学部卒。
フリーライターとして活動したのち、1992年に「黒牛と妖怪」で歴史文学賞を受賞しデビュー。

## 受賞歴
- 1992年 - 「黒牛と妖怪」で第17回歴史文学賞を受賞。
- 2002年 - 第1回北東文芸賞を受賞。
- 2015年 - 《耳袋秘帖》シリーズで第4回歴史時代作家クラブ賞（シリーズ賞）を受賞。『沙羅沙羅越え』で第21回中山義秀文学賞を受賞。

## 作品一覧
- 『魔王信長』（1994年1月 - 11月、小学館〈スーパークエスト文庫〉）
- 『黒牛と妖怪』（1995年6月、新人物往来社）のち新人物文庫
- 『筒井順慶』（1996年7月、PHP研究所）
- 『われ、謙信なりせば 上杉景勝と直江兼続』（1998年、祥伝社〈ノンポシェット〉）のち文庫
- 『ベイシティ忍法帖Z』（1999年1月、小学館〈スーパークエスト文庫〉）
- 『刺客が来る道』（1999年12月、廣済堂出版）のち文庫
- 『水の城 -いまだ落城せず-』（2000年5月、祥伝社文庫）成田長親、石田三成
- 『幻の城 -慶長十九年の凶気』（2001年、祥伝社文庫）『幻の城　大坂夏の陣異聞』と改題
- 『刺客、江戸城に消ゆ』（2001年10月、廣済堂文庫）
- 『後藤又兵衛』（2002年2月、学研M文庫）
- 『影忍・徳川御三家斬り』（2002年10月、廣済堂文庫）
- 『好敵手』（2003年5月、新人物往来社）徳川好敏、日野熊蔵
- 『奇策―北の関ケ原・福島城松川の合戦』（2003年7月、祥伝社文庫）
- 『陳平』（2004年2月、PHP文庫）
- 『義経の龍虎』（2004年11月、新人物往来社）佐藤継信・佐藤忠信
- 『馬超』（2005年2月、PHP文庫）
- 『罰当て侍―最後の赤穂浪士 寺坂吉右衛門』（2006年6月、祥伝社文庫）
- 『荀彧 曹操の覇業を支えた天才軍師』（2007年3月、PHP文庫）
- 『格下げ同心瀬戸七郎太』（2007年8月、KKベストセラーズ〈ベスト時代文庫〉）
- 『厄介引き受け人望月竜之進』（2008年4月、竹書房時代小説文庫）
- 『沙羅沙羅越え』KADOKAWA 2014 佐々成政
- 『歌川国芳猫づくし』文藝春秋 2014
- 『卜伝飄々』文藝春秋 2015
- 『猫見酒 大江戸落語百景』埼玉福祉会〈大活字本シリーズ〉、2020年5月。ISBN 978-4-86596-356-4。
- 『密室本能寺の変』大活字文化普及協会〈誰でも文庫〉、2020年6月。ISBN 978-4-910013-13-8。
- 『お龍のいない夜』小学館、2020年11月。ISBN 978-4-09-386579-1。

### シリーズ作品
- 『剣豪写真師・志村悠之介　明治秘帳シリーズ』（新人物往来社）のち角川文庫
  - 西郷盗撮（1997年11月、2010年9月）
  - 鹿鳴館盗撮（1999年9月、2010年11月）
  - ニコライ盗撮（2001年8月）

- 『喧嘩旗本勝小吉事件帳』祥伝社文庫
  - 『勝小吉事件帖』（2004年）
  - どうせおいらは座敷牢 2014
  - やっとおさらば座敷牢（2019年2月）

- 『手ほどき冬馬事件帖』（コスミック出版 〈コスミック・時代文庫〉）
  - ふうらい指南（2005年9月）
  - 雨の刺客（2005年11月）
  - ふうらい秘剣（2006年4月）

- 『四十郎化け物始末』（KKベストセラーズ 〈ベスト時代文庫〉）、（角川文庫より加筆修正再刊行）
  - 妖かし斬り（2005年11月）、（2011年2月角川文庫より)
  - 百鬼斬り（2006年5月）、（2011年3月角川文庫より)
  - 幻魔斬り（2011年4月角川文庫より)

- 『大江戸定年組』（二見書房 〈二見時代小説文庫〉）
  - 初秋の剣（2006年7月）
  - 菩薩の船（2007年1月）
  - 起死の矢（2007年5月）
  - 下郎の月（2007年9月）
  - 金狐の首（2008年1月）
  - 善鬼の面（2008年5月）
  - 神奥の山（2008年11月）

- 『新・大江戸定年組』KADOKAWA〈角川文庫〉）
  - 計略の猫（2021年7月）

- 『同心亀無剣之介』（コスミック出版 〈コスミック・時代文庫〉）
  - わかれの花（2006年8月）
  - 消えた女（2007年1月）
  - 恨み猫（2008年9月）
  - きつね火（2010年5月）
  - やぶ医者殺し（2020年2月）

- 『耳袋秘帖』（大和書房〈だいわ文庫〉、文春文庫より「殺人事件」シリーズとして加筆新装丁で再刊行）
  - 赤鬼奉行根岸肥前（2007年2月）（2011年11月文春文庫より)
  - 八丁堀同心殺人事件（2007年3月）（2011年12月文春文庫より)
  - 浅草妖刀殺人事件（2007年4月）（2012年1月文春文庫より)
  - 深川芸者殺人事件（2007年7月）（2012年2月文春文庫より)
  - 谷中黒猫殺人事件（2007年8月）（2012年5月文春文庫より)
  - 両国大相撲殺人事件（2007年11月）（2012年6月文春文庫より)
  - 新宿魔族殺人事件（2007年12月）（2012年7月文春文庫より)
  - 麻布暗闇坂殺人事件（2008年2月）（2012年8月文春文庫より)
  - 人形町夕暮殺人事件（2008年11月）（2012年10月文春文庫より)
  - 神楽坂迷い道殺人事件（2009年11月）（2012年11月文春文庫より)
- 耳袋秘帖　「殺人事件」シリーズ（文春文庫）
  - 王子狐火殺人事件（2011年5月）
  - 佃島渡し船殺人事件（2011年9月）
  - 日本橋時の鐘殺人事件（2012年4月）
  - 木場豪商殺人事件（2013年3月）
  - 湯島金魚殺人事件（2013年6月）
  - 馬喰町妖獣殺人事件（2013年10月）
  - 四谷怪獣殺人事件（2015年4月）
  - 品川恋模様殺人事件（2015年8月）
  - 目黒 横恋慕殺人事件（2015年12月）
  - 銀座 恋一筋殺人事件（2016年4月）
  - 蔵前 姑獲鳥殺人事件（2016年12月）
  - 小石川貧乏神殺人事件（2017年1月）
  - 紀尾井坂版元殺人事件（2017年9月）
  - 白金南蛮娘殺人事件（2018年2月）
- 耳袋秘帖　「妖談」シリーズ（文春文庫）
  - 妖談うしろ猫（2010年1月）
  - 妖談かみそり尼（2010年4月）
  - 妖談しにん橋（2010年9月）
  - 妖談さかさ仏（2011年1月）
  - 妖談へらへら月（2012年3月）
  - 妖談ひときり傘（2013年2月）
  - 妖談うつろ舟（2014年2月）シリーズ完結
- 耳袋秘帖 「眠れない凶四郎」シリーズ（文春文庫）
  1. （2018年12月）
  2. （2019年04月）
  3. （2019年11月）
  4. （2020年10月）
  5. （2021年03月）
- 耳袋秘帖「南町奉行と大凶寺」（文春文庫、2021年8月）

- 『若さま同心徳川竜之助』（双葉文庫）
  - 消えた十手（2007年9月）
  - 風鳴の剣（2008年2月）
  - 空飛ぶ岩（2008年5月）
  - 陽炎の刃（2008年9月）
  - 秘剣封印（2008年12月）
  - 飛燕十手（2009年3月）
  - 卑怯三刀流（2009年7月）
  - 幽霊剣士（2009年9月）
  - 弥勒の手（2009年11月）
  - 風神雷神（2010年3月）
  - 片手斬り（2010年7月）
  - 双竜伝説（2010年11月）
  - 最後の剣（2011年3月）
- 『新・若さま同心徳川竜之助』
  - 象印の夜（2012年5月）
  - 化物の村（2012年9月）
  - 薄毛の秋（2012年10月）
  - 南蛮の罠（2013年7月）
  - 薄闇の唄（2013年9月）
  - 乳児の星（2014年3月）
  - 大鯨の怪（2014年7月）
  - 幽霊の春（2014年11月）

- 『爺いとひよこの捕物帳』（幻冬舎文庫）
  - 七十七の傷（2008年6月）
  - 弾丸の眼（2009年6月）
  - 燃える川（2010年6月）
  - 青龍の砦（2013年8月）

- 『穴屋佐平次難題始末』（徳間文庫）
  - 穴屋佐平次難題始末（2008年2月）
  - 幽霊の耳たぶに穴（2009年12月、2008年2月）
  - 穴めぐり八百八町（2012年3月）
  - 六文銭の穴の穴（2018年3月）

- 『妻は、くノ一』（角川文庫）
  - 妻は、くノ一（2008年12月）
  - 星影の女（2009年1月）
  - 身も心も（2009年2月）
  - 風の囁き（2009年5月）
  - 月光値千両（2009年8月）
  - 宵闇迫れば（2009年12月）
  - 美姫の夢（2010年4月）
  - 胸の振子（2010年8月）
  - 国境の南（2010年12月）
  - 濤の彼方（2011年8月）
- 妻は、くの一 蛇之巻
  - いちばん嫌な敵（2013年3月）
  - 幽霊の町（2013年4月）
  - 大統領の首（2013年8月）
- 『『妻は、くノ一』謎解き散歩』責任編集 新人物文庫 2014

- 『姫は、三十一』（角川文庫）
  - 姫は、三十一（2011年12月）
  - 恋は愚かと（2012年4月）
  - 君微笑めば（2012年8月）
  - 薔薇色の人（2012年12月）
  - 鳥の子守唄（2013年12月）
  - 運命のひと（2014年4月）
  - 月に願いを（2014年9月）

- 『八丁堀育ち』（朝日文庫）
  - 八丁堀育ち（2010年10月）
  - 初恋の剣（2010年12月）
  - 雪融けの夜（2013年3月）
  - 早春の河（2013年10月）

- 『女だてら　麻布わけあり酒場』（幻冬舎時代小説文庫）
  - 女だてら（2011年4月）
  - 未練坂の雪（2011年5月）
  - 夢泥棒（2011年6月）
  - 涙橋の夜（2011年11月）
  - 慕情の剣（2011年12月）
  - 逃がし屋小鈴（2012年6月）
  - 別れ船（2012年8月）
  - 嘘つき（2012年12月）
  - 星の河（2013年6月）
  - 町の灯り（2013年12月）

- 『歴史探偵・月村弘平の事件簿シリーズ』（実業之日本社文庫・だいわ文庫）
  - 東海道五十三次殺人事件　-歴史探偵・月村弘平の事件簿
  - 縄文の家殺人事件　-歴史探偵・月村弘平の事件簿
  - 信長・曹操殺人事件　-歴史探偵・月村弘平の事件簿
  - 「おくのほそ道」殺人事件　-歴史探偵・月村弘平の事件簿
  - 坂本龍馬殺人事件　-歴史探偵・月村弘平の事件簿
  - 東京駅の歴史殺人事件　歴史探偵・月村弘平の事件簿
  - 葛飾北斎殺人事件　歴史探偵・月村弘平の事件簿（2020年12月）

- 『くノ一秘録』文春文庫　
  - 1 死霊大名（2014年10月）
  - 2 死霊坊主（2014年11月）
  - 3 死霊の星（2014年12月）

- 『猫鳴小路のおそろし屋』（角川文庫）
  - 猫鳴小路のおそろし屋（2014年12月）
  - 酒呑童子の盃（2015年3月）
  - 江戸城奇譚（2015年5月）

- 『わるじい秘剣帖』双葉文庫
  - 1 じいじだよ（2015年3月）
  - 2 ねんねしな（2015年6月）
  - 4 ないないば（2015年11月）
  - 5 なかないで（2016年4月）
  - 6 おったまげ（2016年7月）
  - 7 やっこらせ（2016年12月）
  - 8 あっぷっぷ（2017年7月）
  - 9 いつのまに（2017年11月）
  - 10 またあうよ（2018年3月）

- 『大名やくざ』幻冬舎時代小説文庫　
  - 1 大名やくざ（2014年1月）
  - 2 火事と妓が江戸の華（2014年7月）
  - 3 征夷大将軍を脅す（2014年8月）
  - 4 飛んで火に入る悪い奴（2015年1月）
  - 5 徳川吉宗を張り倒す（2015年6月）
  - 6 虎の尾を踏む虎之助（2015年10月）
  - 7 女が怒れば虎の牙（2016年2月）
  - 8 将軍、死んでもらいます（2016年6月）

- 『占い同心鬼堂民斎』祥伝社文庫 
  - 1 当たらぬが八卦（2014年5月）
  - 2 女難の相あり（2014年5月）
  - 3 待ち人来たるか（2015年7月）
  - 4 笑う奴ほどよく盗む（2016年2月）
  - 5 縁結びこそ我が使命（2018年4月）

- 『隠密味見方同心』講談社文庫
  - くじらの姿焼き騒動（2015年2月）
  - 干し卵不思議味（2015年3月）
  - 幸せの小福餅（2015年4月）
  - 恐怖の流しそうめん（2015年9月）
  - フグの毒鍋（2016年1月）
  - 鵺の闇鍋（2016年7月）
  - 絵巻寿司（2017年1月）
  - ふふふの麩（2017年6月）
  - 殿さま漬け（2017年12月）

- 『わるじい慈剣帖』双葉文庫
  1. いまいくぞ（2019年11月）
  2. これなあに（2019年12月）
  3. こわいぞお（2020年3月）
  4. ばあばです（2020年10月）
  5. あるいたぞ（2021年2月）
  6. おっとっと（2021年6月）

- 『潜入味見方同心』講談社文庫
  - 恋のぬるぬる膳（2020年3月）
  - 陰膳だらけの宴（2020年4月）
  - 五右衛門の鍋（2021年2月）